# Firmin Bonnus
Pour les articles homonymes, voir Bonnus.
Pas d'image ? Cliquez ici

a Compétitions nationales et continentales officielles uniquement.

b Matchs officiels uniquement.
Dernière mise à jour le 29 novembre 2024.
Firmin Bonnus (dit Min), né le 24 août 1924 à Toulon (Var) où il est mort le 27 avril 1970, est un joueur international français de rugby à XV. Il évolue au poste de deuxième ligne au sein de l'effectif du Rugby club toulonnais durant sa carrière. 
Son frère ainé, Michel Bonnus, est également un joueur international français de rugby à XV tandis que son petit-neveu, et homonyme de son frère, Michel Bonnus est un homme politique.

## Biographie
Firmin Bonnus dispute son premier test match en équipe de France le 14 janvier 1950 contre l'équipe d'Écosse, et le dernier le 25 mars de la même année contre l'équipe du pays de Galles.
Il meurt le 27 avril 1970 à Toulon

## Statistiques en équipe nationale
- 4 sélections en équipe de France en 1950.
- Tournoi des Cinq Nations disputé : 1950.

## Palmarès
- Finaliste du Championnat de France en 1948 avec le RC Toulon.